# Huilahti
Huilahti är en vik vid sjön Tarjannes södra strand i Ruovesi kommun i Birkaland.